# Ефект Вентурі

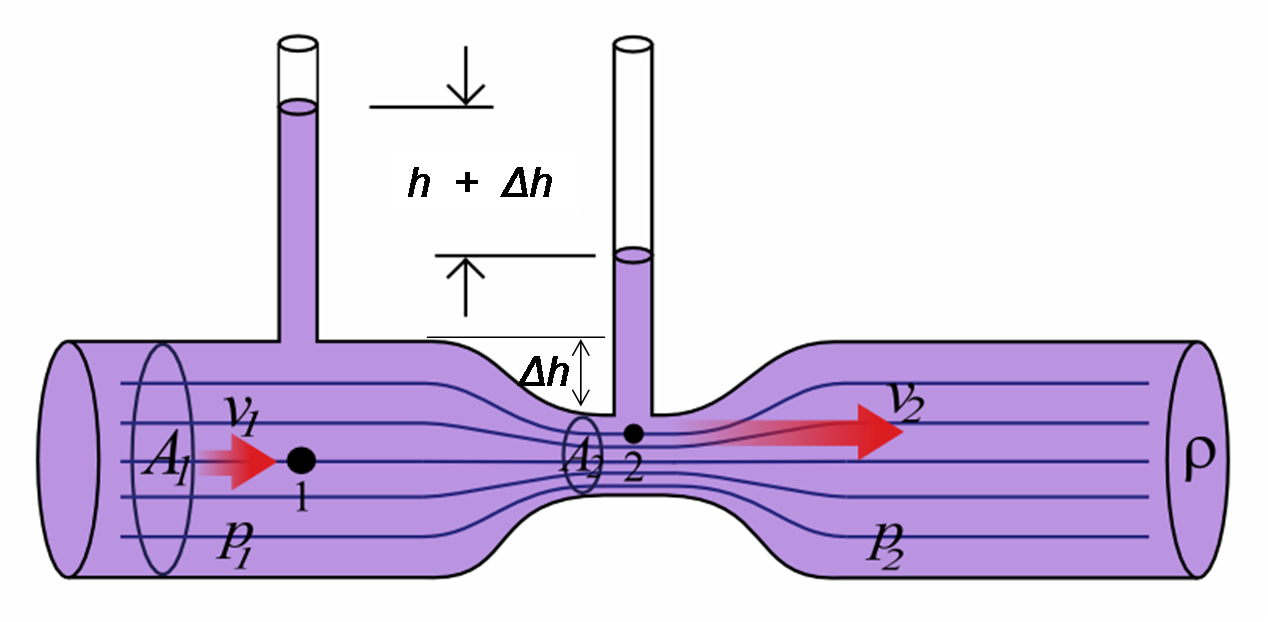
Ефект Вентурі: тиск у т. 1, більший від тиску в т. 2, тому що швидкість рідини на у т. 1 менша, ніж у т. 2

Ефект Вентурі — це явище зменшення тиску у потоці рідини або газу, коли цей потік проходить через звужену частину труби. Цей ефект названо на честь італійського фізика Джованні Вентурі (1746—1822).

## Обґрунтування
Ефект Вентурі є наслідком закону Бернуллі, рівняння якого визначає зв'язок між швидкістю v рідини, тиском p в ній та висотою h частинок над площиною відліку.:
{\displaystyle h+{\frac {v^{2}}{2g}}+{\frac {p}{\rho g}}={\text{const}},}
де ρ — густина рідини; g — прискорення вільного падіння.
Якщо такі рівняння записати для двох перерізів течії, то матимемо:
{\displaystyle {\frac {v_{1}^{2}}{2}}+gh_{1}+{\frac {p_{1}}{\rho }}={\frac {v_{2}^{2}}{2}}+gh_{2}+{\frac {p_{2}}{\rho }}}
Для горизонтальної течії середні члени у лівій і правій частині рівняння скорочуються і воно набуває вигляду:
{\displaystyle {\frac {v_{1}^{2}}{2}}+{\frac {p_{1}}{\rho }}={\frac {v_{2}^{2}}{2}}+{\frac {p_{2}}{\rho }},}
тобто в усталеній горизонтальній течії ідеальної нестисненої рідини в кожному її перерізі сума статичного і динамічного тисків буде сталою. Отже, для виконання цієї умови в тих місцях течії, де швидкість рідини більша (вузькі перерізи), її динамічний тиск збільшується, а статичний тиск зменшується.

## Використання
Ефект Вентурі спостерігається або використовується в таких об'єктах:
- гідроструминних насосах танкерів для продуктів нафтової або хімічної промисловості;
- пальниках, що змішують повітря і горючі гази в грилі, газовій плиті, пальнику Бунзена і аерографі;
- у трубах Вентурі — звужуючих елементах витратомірів манометричного типу;
- у водяних аспіраторах ежекторного типу, які вироблення невеликих розріджень з використанням кінетичної енергії водопровідної води;
- пульверизаторах (оприскувачах) для розпилення фарби, води або ароматизації повітря
- карбюраторах, де ефект використовується для засмоктування бензину у вхідний повітряний потік двигуна внутрішнього згоряння;
- в автоматизованих очисниках плавальних басейнів, які використовують тиск води для збирання осаду та сміття;
- у кисневих масках для кисневої терапії та ін.